# Prisca theologia
La Prisca theologia è una dottrina nata a Firenze nel tardo XV secolo che ritiene esista un'unica vera teologia che attraversi tutte le religioni e che essa fu donata da Dio all'uomo nei tempi antichi.

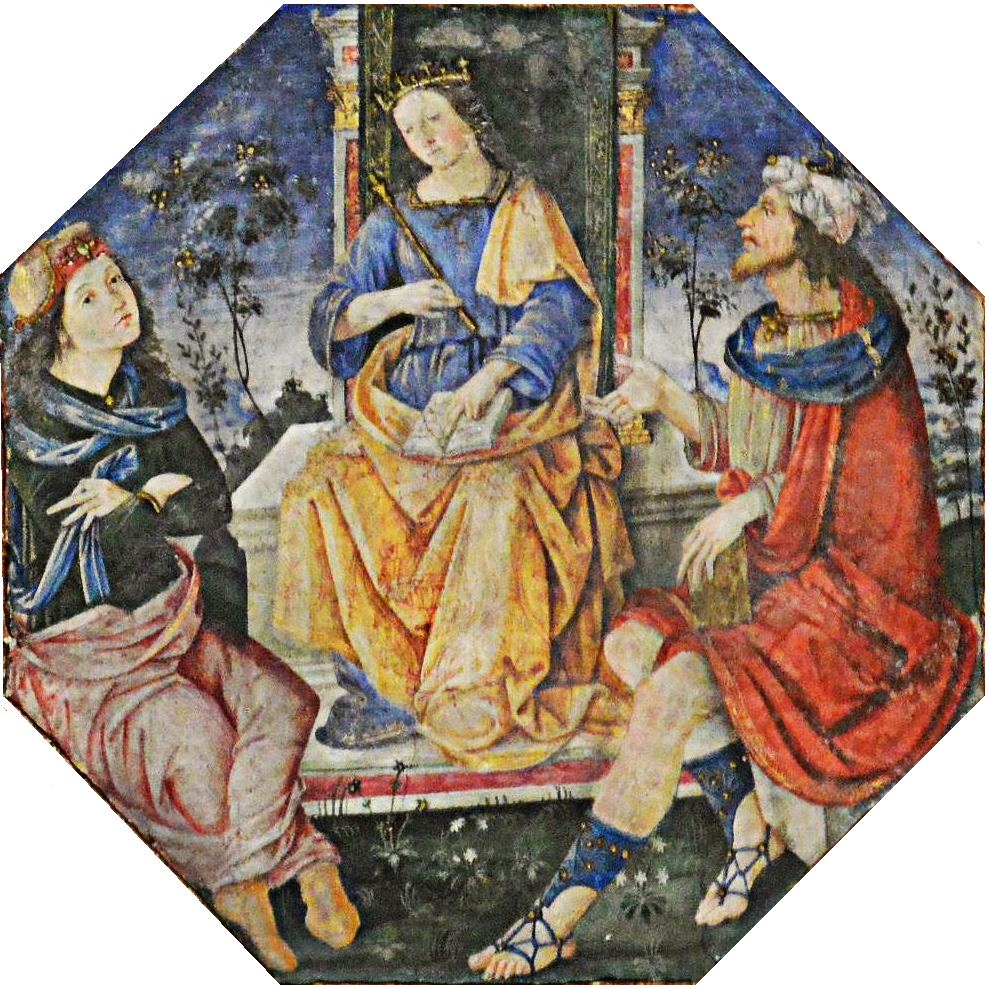
Iside che trasmette la sua arcana sapienza a Mosé ed Ermete Trismegisto, in un dipinto di Raffaellino del Garbo nell'appartamento Borgia (1492–94).

## Storia del concetto
Già il vescovo neoplatonico Agostino d'Ippona sosteneva nel IV secolo che il cristianesimo fosse la rivelazione in forma esplicita degli antichi misteri, celebrati sin dagli albori dell'umanità.
(Agostino d'Ippona, Ritrattazioni I, 13. 3 )

### Rinascimento

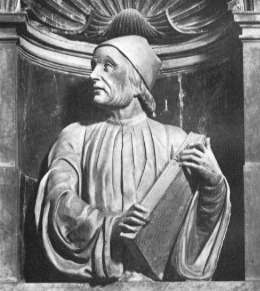
Busto di Marsilio Ficino ad opera di Andrea Ferrucci (1522) in Santa Maria del Fiore, Firenze

Il termine prisca theologia appare quindi esplicitamente per la prima volta negli scritti di Marsilio Ficino nel XV secolo. Ficino e Pico della Mirandola concentrarono i loro sforzi di riforma della Chiesa cattolica nella ricerca di questa prisca theologia, che ritenevano si trovasse riflessa in diverse discipline esoteriche attraverso i secoli: il neoplatonismo, l'ermetismo, il pitagorismo, la qabbalah ebraica, gli Oracoli caldaici, e altre tradizioni sapienziali, riconducibili, mediante la traditio simbolizzata dall'omaggio dei Magi a Gesù (Mt.2, 10-11), alla figura di Zoroastro.
Per Ficino tutte queste forme di religiosità sono accomunate dal proposito di sottrarre l'anima dagli inganni dei sensi e della superstizione, per elevarla allo spirito: esiste dunque una sola prisca theologia, che in quanto depositaria di verità eterne, trascendenti la storia, è valida in tutte le epoche. Antitetica ai movimenti di pensiero atei e materialisti, nonché alla credulità e all'ignoranza in cui era precipitata la società cristiana del suo tempo, Ficino la chiama anche «pia filosofia», per sottolineare l'accostamento di religione e filosofia.
Pico cercò di dare attuazione pratica all'ideale di Ficino, ricostruendo i lineamenti effettivi di questa «filosofia universale», che nasceva per lui dalla concordia fra tutte le diverse correnti di pensiero sorte sin dall'antichità, accomunate dall'aspirazione al divino e alla sapienza, e culminanti nel messaggio della Rivelazione cristiana. Il proposito di Pico, esplicitamente dichiarato ad esempio nel De ente et uno, prevedeva tra l'altro l'organizzazione di un congresso di dotti e capi religiosi da tenere a Roma in vista di un tale "ecumenismo filosofico", che avrebbe dovuto inserirsi proprio in questo progetto culturale basato su una concezione della verità come principio eterno ed universale, al quale ogni epoca della storia ha saputo attingere in misura in più o meno diversa.

### Illuminismo
Durante l'Illuminismo, nonostante la tendenza a considerare tutte le religioni come variazioni di una medesimo tema antropologico, a causa della tendenza a sminuire la validità di tutte le religioni rivelate l'idea di una prisca theologia non venne ripresa né considerata degna di particolare riflessione.
Nei tempi moderni essa venne ripresa da alcune discipline esoteriche tra cui il rosacrocianesimo.

### Prisca theologiacome filosofia perenne
Il concetto di prisca theologia è inoltre affine a quello di filosofia perenne, così che in alcune ricorrenze i due termini vengono usati in maniera quasi intercambiabile.
Una delle differenze più marcate, tuttavia, è che la prisca theologia viene intesa come esistente in forma pura solo in epoca molto antica, e si ritiene abbia sofferto un processo di declino e diluizione attraverso i tempi moderni e le varie discipline nelle quali si è trovata a passare. In altre parole si può dire che Ficino e Pico ritenessero che le forme e i fenomeni religiosi più antichi fossero, in un certo senso, i più puri - in quanto più vicini alla forma religiosa originaria donata da Dio agli uomini - e che, invece, le forme e i fenomeni religiosi più moderni fossero meno puri poiché vittime degli accidenti della storia.
La teoria della filosofia perenne, invece, non conosce questa distinzione e asserisce, più semplicemente, che la "vera religione" si manifesta periodicamente in differenti luoghi, tempi e forme.
Entrambi i concetti, comunque, suppongono l'esistenza di qualcosa che si può appunto definire come "vera religione" e sono d'accordo nel conferire ad essa le medesime caratteristiche di base.